# Saubion
Saubion település Franciaországban, Landes megyében. Lakosainak száma 1806 fő (2022. január 1.). Saubion Angresse, Saint-Vincent-de-Tyrosse, Seignosse és Tosse községekkel határos.

## Népesség
A település népessége az elmúlt években az alábbi módon változott:
| Lakosok száma | 445  | 507  | 684  | 1260 | 1376 | 1359 | 1499 | 1734 | 1780 | 1806 |
|               | 1968 | 1982 | 1990 | 2006 | 2013 | 2015 | 2017 | 2019 | 2020 | 2022 |